# Бої за Піски
Бої за Піски — епізод російсько-української війни. Селище Піски розташоване на північний захід від Донецька, у безпосередній близькості до міста, зокрема Донецького аеропорту.
Селище було звільнене українськими військами 21 липня 2014 року. Позиції українських сил у Пісках у 2014—2015 роках підтримували артилерією захисників Донецького аеропорту. Регулярно селище зазнавало артилерійських ударів проросійських формувань з Донецька в ході війни на сході України та нападів ДРГ противника. З серпня 2022 року Піски перебувають під окупацією, проте бої на околицях тривають. Окупанти зруйнували все, що знаходилося у селищі Піски.

## Перебіг подій

### 2014

#### Звільнення Пісків
21 липня 2014 року зведеному підрозділу (4 бтгр, 93-ї ОМБр) Дмитра Кащенка поставлене бойове завдання: вибити противника із укріплень поблизу н.п. Піски — це дозволило б розблокувати Донецький аеропорт. Задля уникнення витоку інформації підполковник нікому не повідомив маршрут, яким висувався підрозділ. Основну групу очолив самостійно, другу — танк та БМП — капітан Олександр Лавренко. По блокпосту мали вести вогонь українські артилеристи, однак працювали лише мінометники.
Вступивши у візуальний контакт із противником, Дмитро Кащенко віддав наказ на відкриття вогню. Кілька танків увірвалися під міст, де знаходилися терористи і відразу відкрили по них кулеметний вогонь. Командирський танк вибрався на гору — для оцінки обстановки, навідник (Агафонов Родіон) побачив у кущах замасковану гармату, одним пострілом гармату з її розрахунком знищено. Головна бронегрупа атакувала терористичний укріпрайон (Блокпост «Республіка міст») з двох сторін, машини рухалися уступами — прикриваючи одна одну, піхота спішилася для штурму та зачистки позицій.
Загін капітана Лавренка вів бій з терористами на блокпосту поблизу «Вольво-центру», знищено танк, десятки терористів, два мінометні розрахунки — планували вдарити в тил основним силам тактичної групи. У тому бою капітан Лавренко загинув — підірвав себе разом з танком.
Підрозділ Дмитра Кащенка провів зачистку нижніх укріплень, зібрано багато трофеїв, серед них — великокаліберні кулемети, РПГ, та інше озброєння. Підполковнику доповіли, що екіпаж одного із танків, що вирвався вперед, потрапив під обстріли з РПГ та імовіно загинув. Але пізніше по мобільному телефону Кащенку зателефонував механік-водій (Вряшник Олександр) з підбитого танка, то доповів, що екіпаж живий та знаходиться у селі Первомайське. Дмитро Кащенко зібрав групу (до якої ввійшли Посохов Олег та Вовк Павло), та рушив на допомогу. Підполковник поставив завдання бойовим машинам та снайперам створити прикриття, його група вибивала терористів, які засіли в будинках. Після створення коридору підполковник зателефонував механіку-водію підбитого танка, та домовився, що вояки вийдуть у білих пов'язках.
Танкісти встигли добігти до своїх, по тому терористи зусібіч відкрили по них прицільний вогонь — з АГС-17, мінометів, автоматичної зброї, підрозділ ледь не опинився в класичній «підкові». Комбат негайно дав наказ на відхід, при відході кілька бійців були поранені, Кащенко зазнав вісім поранень, в обидві ноги, втратив багато крові.
В тому ж бою загинули вогнеметник 93-ї бригади Володимир Варфоломєєв, старший солдат Федір Синельник, сержант Євген Юденко.
21 липня 2014 року в боях за Піски екіпаж танка, яким командував капітан 93-ї окремої механізованої бригади Лавренко Олександр Миколайович, в складі танкової роти за підтримки механізованого взводу вів бій — по захопленню та знищенню опорного пункту терористів. Після отримання бойового наказу екіпаж танка Лавренка — до складу входили військовослужбовці за призово навідник молодший сержант Вохрамєєв Олександр та механік-водій солдат Андрій Кулягін — в голові колони вийшов на блокпост терористів. На блокпосту танкісти потрапили у засідку, зав'язався бій. Терористи на блокпосту розмістили два танки та кулеметні розрахунки, позаду розташовані мінометна батарея та снайперські позиції.
Прямим пострілом з танка Лавренка вражено один з танків терористів, наступними пострілами знищені кулеметні розрахунки та 2 автобуси терористів. Терористи почали мінометний обстріл, екіпаж БМП-2, що рухалась в колоні за танком, здійснює евакуацію поранених військовиків. Танкісти захопили блокпост та прикривали дії механізованого підрозділу й евакуаційної групи вогнем танкової гармати і кулемета.
Терористи почали контратакувати, танк капітана Лавренка першим рушив на ймовірний рубіж атаки, знищив 2 мінометні обслуги терористів та значно відірвався від основних сил.
При маневруванні задля ухилення від вогню противника, бойова машина потрапила на фугас, Вохромєєв та Кулягін загинули. Капітан Лавренко, важкопоранений, не здався ворогу та не допустив захоплення танка, підірвавши себе. Завдяки діям екіпажа вдалося не допустити контратаки підрозділу терористів «Кальміус» — це надало змогу підрозділам групи 93-ї бригади закріпитись та виконати бойове завдання.
В ближньому бою, прикриваючи піхоту, танк молодшого сержанта Олександра Вряшника був підбитий, навідник Олександр Олійник продовжував вести вогонь, Вряшник із командиром танка молодшим сержантом Козаченком гасили пожежу. Бачачи неможливість загасити, екіпаж спрямував палаючий танк на територію ворога, і за хвилини до вибуху покинув його. Їх повернення прикривали 2 танки і кілька піхотинців, поранило Посохова Олега. В тому 3,5-годинному бою 6 вояків загинуло, 11 зазнало поранень.
Біля села Піски 25 липня всю ніч тривав мінометний обстріл. На ранок, коли мала відбутись передислокація після 16-годинного бою, хлопці потрапили під обстріл, двоє загинули — Беленець Андрій Анатолійович — зазнав смертельного поранення в шию, однак ще зміг кинути в терористів гранату. Загинув від вибуху гранати Статій Володимир Михайлович — не бажаючи опинитись в полоні, підірвався разом з чотирма терористами, які його оточили.
30 серпня в бою під Пісками поранений рядовий Анатолій Митник, помер 31 серпня на операційному столі. Того ж дня снайпером терористів затрелений на блокпосту вояк ДУК Дяченко Олександр Юрійович. 31 серпня від больового шоку помер старший сержант 93-ї бригади Олександр Задніпряний.

#### Утримання села
Уночі на 1 вересня в бою загинув доброволець «Правого сектора» Олег Бакульманов. 5 вересня загинув солдат Козак Борис Сергійович — зенітники вирушили на допомогу бійцям батальйону «Дніпро-1», котрі потрапили в засідку на автошляху Авдіївка — Донецьк. Після надання вогневої підтримки зенітною установкою ЗУ-23-2, встановленою на автомобілі «Урал», засідка була ліквідована. Козак загинув у бою під час обстрілу автомобіля від снайперської кулі. Того ж дня загинув поблизу села Тоненьке Ясинуватського району під час оборони підходів до Донецького аеропорту солдат 17-ї бригади Олег Габінет — снаряд російських терористів поцілив у танк, котрий потрапив у засідку. 3 вересня помер від тяжкого поранення, якого зазнав при мінометному обстрілі терористами під Пісками, вояк «Правого сектора» Ігор Шептицький.
14 вересня бійці батальйону «Дніпро-1» разом із танкістами 93-ї бригади виїхали від блок-посту та потрапили під обстріл, терористи вели вогонь з чотирьох сторін; під час обстрілу загинули старшина Віктор Кісловський, старшина Віталій Українцев та солдати Сергій Грачов й Олексій Чернишов.
14 вересня 2014-го поблизу села Тоненьке під час оборони підходів до Донецького аеропорту загинув солдат 17-ї бригади Олег Габінет — снаряд російських терористів поцілив у танк, котрий потрапив у засідку.
2 жовтня загинув під мінометним обстрілом селища Піски, рятуючи поранених з-під вогню, молодший сержант 93-ї бригади Шайдулла Камзінов. 5 жовтня у бою біля Пісків терористами підбитий БТР-80, у якому перебував старший солдат 95-ї бригади Сергій Блюд, тоді ж загинуло 3 вояків, ще троє поранених. 6 жовтня під час виконання бойового завдання в районі аеропорту Донецька зведений підрозділ було обстріляно російськими збройними формуваннями. Артур Сілко під час обстрілу вискочив з БТРа та був смертельно поранений осколками від розриву снаряда РСЗВ «Град». 17 жовтня смертельних поранень під Тоненьким зазнав солдат 93-ї бригади Сергій Полулях
8 жовтня під час мінометного обстрілу Пісків загинув сержант «Дніпра-1» Іван Курята.
5 листопада поблизу Пісків відбулися бойові зіткнення українських військ і диверсійно-розвідувальних груп терористів; одна група бойовиків знищена, ще дві були розбиті, кілька бойовиків застрелені.
8 листопада у бою поблизу Пісків під час рейду на окуповану територію розвідгрупа потрапила у засідку під селом Невельське та пішла на прорив, в бою загинули двоє бійців — Андрій Шаповал й Євген Атюков, ще 3 були поранені. Відхід групи прикривав Олександр Черненко. 9 листопада загинув від важкого поранення у бою вояк ДУК Олександр Райхерт.
12 листопада вирушив із бійцями ремонтувати гармату БМП, що заклинила, старший лейтенант Юрій Цибулін. В другій половині дня загинув під час мінометного обстрілу взводного опорного пункту поблизу Пісків — снаряд потрапив в «Урал», почали вибухати набої, тоді загинув і сержант Олег Макаров, один військовик поранений. Проте гармата БМП була відремонтована.
14 листопада під час обстрілу терористами Пісків загинув кулеметник 93-ї бригади В'ячеслав Левицький.
23 листопада загинули Реута Сергій Іванович — прапорщик, батальйон «Дніпро1» та солдат 79-ї бригади Андрій Степанець (під час артилерійського обстрілу терористами із 152-мм зброї біля села Тоненьке — снаряд потрапив у бліндаж), також загинув доброволець батальйону ОУН Андрій Юрга. 24 листопада загинув в районі селища Піски під час обстрілу молодший сержант 79-ї бригади Віктор Оболєнцев.
5 грудня 2014-го загинули під час обстрілу поблизу селища Піски військовики 93-ї бригади капітан (посмертно — майор) Сергій Рибченко, молодший сержант Андрій Михайленко, старший солдат Роман Нітченко, солдати Володимир Жеребцов, Євген Капітоненко та Сергій Шилов.
8 грудня при обстрілі терористами Пісків загинули вояки 90-го батальйону старшина Микола Петрученко, старший солдат Сергій Чоп, солдат Андрій Ременюк, 1-ї танкової бригади — Валентин Бойко, Віктор Лавренчук, В'ячеслав Носенко, ще 6 зазнали поранень.
25 грудня 2014-го підірвався на міні ОЗМ-72 — потрапив на розтяжку між Пісками і Первомайським — молодший сержант 72-ї бригади Віорел Лісник. 26 грудня в прес-центрі АТО повідомили, що снайпери терористів «ДНР» переховуються у храмах і звідти ведуть вогонь по позиціям українських сил. Зокрема, снайпери облаштували позиції у дзвіниці  Свято-Іверського монастиря в Пісках.
29 грудня в Пісках терористи атакували українські сили, троє військових загинули, двоє поранені. Бій прийняли батальйони «ОУН», «Дніпро», «Правий сектор» та 93-я бригада ЗСУ. Загинули троє бійців з 93-ї бригади, поранені — один в батальйоні «ОУН», один — з «Правого сектора». Служба безпеки батальйону «ОУН» разом з бійцями батальйонів «Дніпро» та «Правий сектор» полонила терориста з «міністерства держбезпеки ДНР», котрого поранив ройовий батальйону «ОУН». Дещо пізніше на прес-конференції Президент Петро Порошенко повідомив, що по завершенні бою в Пісках кілька десятків бойовиків  відступили під контрударами українських військовиків, ліквідовано 14 осіб з боку наступаючих. 29 грудня в селі Піски була знищена диверсійна розвідувальна група. В полон до українців потрапив професійний диверсант, який проходив підготовку у Російській Федерації.
У ніч з 29 на 30 грудня біля Пісків бойовики атакували український ротний опорний пункт, напад відбито. Терористи зазнали важких втрат, у бою загинуло троє військових, серед них — солдати 30-ї механізованої бригади Сергій Абрютін й Костянтин Дубовський, старший солдат 93-ї бригади Олександр Дурмасенко.
Наприкінці доби 30 грудня бойовики знову почали наступ на позиції українських захисників, важкого поранення в голову зазнав боєць батальйону «ОУН» «Білий». Піски атакувала частина ротно-тактичної групи 22-ї окремої бригади ГРУ Генштабу Росії, а також 200-ї бригади особливого призначення Південного військового округу (Ростов). Загалом за ніч у Пісках сили АТО знищили 9 та поранили 16 російських спецназівців. Захисникам Пісків довелося використати 100-міліметрові протитанкові гармати «Рапіра», 1 професійний диверсант полонений. Серед бойовиків, котрі були убиті 31 грудня при спробі атакувати позиції українських військ поблизу Пісків, було четверо замаскованих під «Ополчення» російських морських піхотинців з Чорноморського флоту РФ, усі — солдати контрактної служби.

### 2015
6 січня 2015 року при обстрілі з автоматичної зброї терористами загинув український вояк — старший лейтенант 80-ї бригади Володимир Терещенко.
У ніч з 8 на 9 січня українські позиції обстрілюються з мінометів, БТР-а та стрілецької зброї терористами після прибуття російського «12-го гумконвою». Поранений замкомбата батальйону «ОУН» Андрій Пастушенко (позивний «Сивий»); комбат Микола Коханівський з побратимами із 93-ї бригади і «Правого сектора» витягують пораненого з-під обстрілу. 13 січня при обстрілі загинув солдат Роман Корзун, 1-а танкова бригада. 15 січня в результаті обстрілу бойовиків був поранений командир роти «Крим».
Протягом ночі з 16 на 17 січня 2015 постраждало від обстрілів з артилерії та реактивних систем залпового вогню проросійських бойовиків. 18 січня українські бійці відбили фланговий прохід танків у Пісках, спроба прориву терористами прикривалася щільним вогнем із «Градів».
17 січня загинув боєць 93-ї бригади, який воював на боці України, громадянин Грузії Тамаз Сухіашвілі. 18 січня у бою під Пісками загинули вояки 93-ї бригади Олександр Данильченко й Владислав Остапенко. 20 січня тактична група 95-ї бригади потрапила під артилерійський обстріл терористів, загинув солдат Віталій Ремішевський. 21 січня під Пісками зазнав смертельних поранень старший сержант 93-ї бригади Петро Яцків.
Станом на ранок 23 січня згідно даних розвідки, тактичні групи російсько-терористичних військ на ділянці Піски — Авдіївка, за добу для поповнення втрат отримали щонайменш 10 танків і 8 бойових броньованих машин, до 300 бойовиків й російських найманців піхоти. 24 січня під час обстрілу російськими збройними формуваннями села Піски внаслідок прямого потрапляння артилерійського снаряду загинув солдат полку «Дніпро-1» Максим Гребенюк — в той час надавав допомогу побратиму під обстрілом. З 23 по 25 січня українські сили втратили убитими 2 та пораненими 3 бійців. 24 січня підірвався на фугасній міні під Пісками солдат 169-го навчального центру Іван Лебеденко. Того ж дня від поранень, яких зазнав під Сєверним, помер старший прапорщик 95-ї бригади Віталій Мазур.
29 січня 2015-го біля Водяного під час коректування вогню української артилерії снаряд РСЗВ «Град» розірвався у кронах дерев лісопосадки близько від спостережного пункту, загинув солдат 81-ї бригади Сергій Карабін, ще один боєць зазнав поранення.
30 січня бійці 1-го батальйону 95 ОАеМБр захопили російський БТР-80.
1 лютого в околицях Донецького аеропорту бійці АТО знищили мінометну батарею та РСЗВ, підірвали склад боєприпасів та полонили 7 бойовиків батальйону «Восток», а також російського кадрового військового. Того ж дня О. Мікац повідомив, що бійці його бригади та «Правого сектора» провели операцію в аеропорту. Під прикриттям артилерії та танків вони заїхали на територію аеропорту та влаштували там серію вибухів. Він підкреслив, що таким чином військові зірвали можливу атаку на Піски.
2 лютого загинув під час боїв за Піски старший лейтенант 95-ї бригади Олександр Стельмах.
9 лютого Олег Мікац повідомив, що південну частину аеропорту контролюють сепаратисти, північну — українську військові, які також контролюють південну частину Авдіївки, східну частину Спартака і Піски.
10 лютого терористами була здійснена спроба наступу на Піски, успішно відбита бійцями полку «Дніпро-1», ворожий десант під прикриттям чотирьох танків намагався прорвати лінію оборони.
11 лютого українські сили здійснили контрдиверсійну операцію, наслідком чого повністю взяли під контроль населений пункт Піски та закріпились поблизу Опитного і Тоненького. Зайняття ключового перехрестя надає можливість за допомогою артилерійських засобів повністю тримати територію донецького аеропорту під контролем. 12 лютого загинув від осколкового поранення під час мінометного обстрілу терористами Водяного старшина 93-ї бригади Олександр Бойко. 14 лютого загинули, потрапивши під мінометний вогонь терористів при виконанні бойового завдання поблизу села Піски, молодший сержант 93-ї бригади Андрій Топіха та солдат батальйону «Фенікс» Михайло Губриченко.
13 лютого десантники з 79-ї бригади знищили штурмову групу бойовиків на території аеропорту — перша група була пропущена ближче, а потім знищена. Кількох терористів взяли в полон та попросили їх по рації викликати підкріплення, підмогу вів заступник «Ґіві», багато ліквідовано, включаючи командира штурмової групи.
19 лютого під час обстрілу терористами з БМ-21 ротного опорного пункту загинув сержант 93-ї бригади Богдан Садовський. У ніч з 19 на 20 лютого при обстрілі противниками законної влади поранені два українських бійці — Артем Виноградов («Марко») із «Січі» та Матковський з «Карпатської Січі». У ніч з 22 на 23 лютого під Пісками в часі артилерійського обстрілу з боку російських терористів, від влучення снаряду завалилась стіна, загинуло двоє бійців ДУК — Дмитро Ломей та Дмитро Колєсніков, ще 5 зазнали поранень.
27 лютого під час мінометного обстрілу загинув солдат 93-ї бригади Максим Саранча. 28 лютого у Пісках внаслідок обстрілу бойовиками загинув український військовий — Микола Флерко, родом з Кам'янця-Подільського, позивний «Танчик», винищувач п'ятого батальйону ДУК «Правий сектор» та фотокореспондент газети «Сегодня» Сергій Ніколаєв — помер від поранень на операційному столі..
18 березня бійці ДУК «Правий сектор» у районі Донецького аеропорту завдали ударів по вогневих точках терористів і російських військ. В результаті атак був знищений пікап бойовиків, а також є вбиті серед них.[джерело?]
26 березня терористи (2 взводи за підтримки бронетехніки) атакували сили АТО у районі Донецького аеропорту. Окрема тактична група ім. капітана Воловика (підрозділ ДУК Правого сектора) відбила атаку зі значними втратами серед бойовиків. Після цього, бойовики просили забрати тіла своїх поплічників.[джерело?]
30 та 31 березня ситуація в аеропорту загострилася. Спостерігачі ОБСЄ фіксують інтенсивні бойові дії. Українські військові та добровольці продовжують відбивати атаки бойовиків та російської армії.[джерело?]

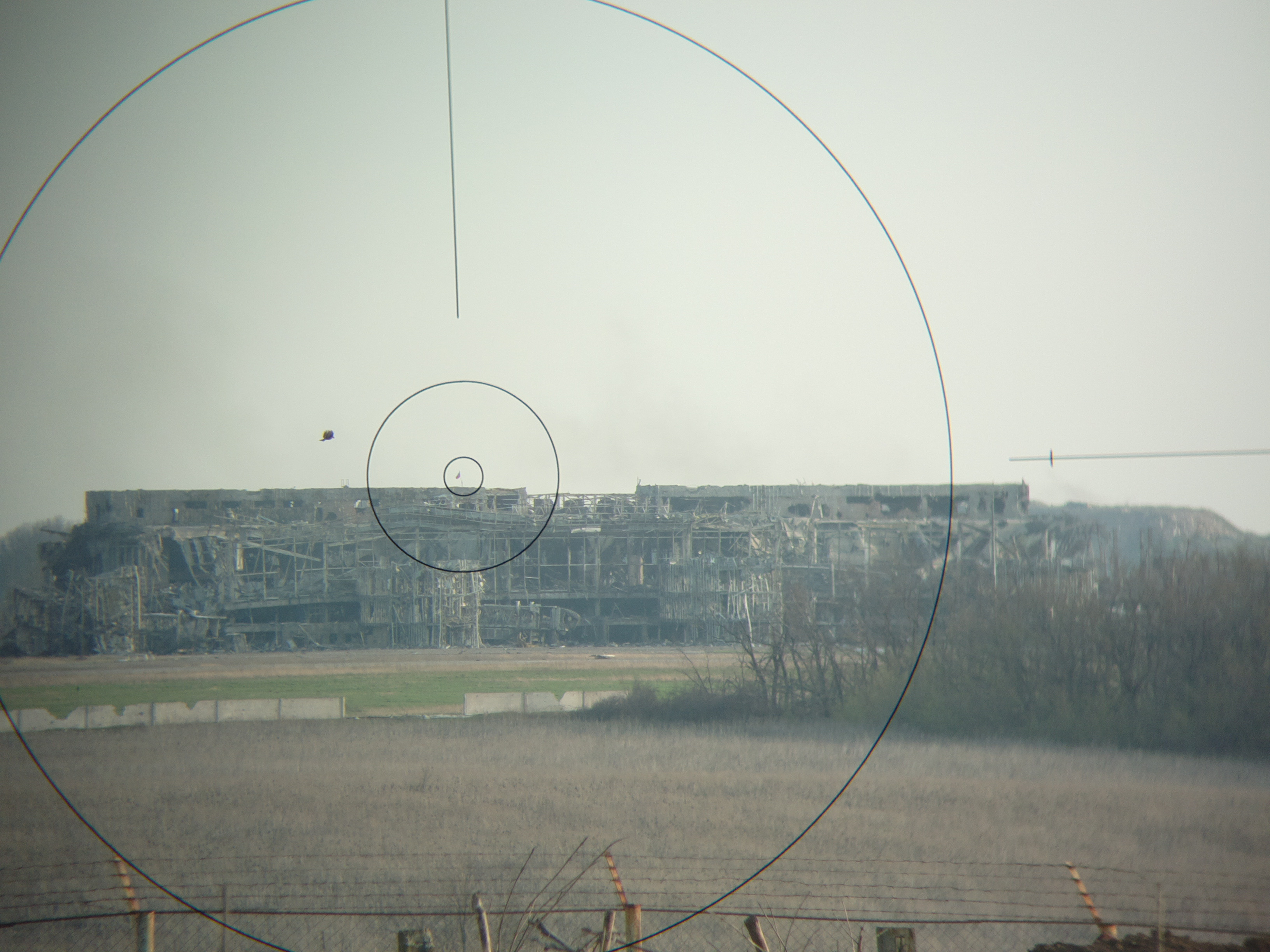
Руїни нового терміналу у квітні 2015. У перехресті прицілу — окупаційний прапор Росії

17 квітня відбулися запеклі бої в районі аеропорту. Спостерігачі ОБСЄ зафіксували 269 випадків застосування важкої зброї. Українські військові відбивають постійні атаки бойовиків на метеостанцію та інші будівлі аеропорту.[джерело?]
17 травня танкісти Збройних сил України влаштували рейд на позиції терористів в районі Донецького аеропорту, звідки постійно ведуться обстріли сил АТО. Про це на своїй сторінці у соціальній мережі Facebook повідомив колишній російський підданий Ілля Богданов, що воює на сході України на стороні сил Антитерористичної операції. З його слів, унаслідок рейду бойовики зазнали значних втрат пораненими."Сьогодні о 24:00 наші танчики під особистим командуванням «Кощія», комбата танкового батальйону 93 влаштували акцію — нічний кошмар неосовкам в аеропорту. За нашими даними у «колорадів» багато 300-х. Танчики залишилися невловимими", — написав боєць-доброволець.[джерело?]
22 травня розвідувально-диверсійними групами 7 ОБАТ ДУК Правого сектора в районі Донецького аеропорту (в тилу ворога) була проведена бойова операція. Противник втратив 13 — двохсотими, 16 — трьохсотими, 2 бойовики втекли, залишивши своїх, одного взято в полон.[джерело?]
15 червня з'являється інформація, що ватажок «Сомалі» Ґіві помер через важке поранення від потрапляння снаряда, випущеного вояками 95-ї бригади, в штаб терористів під Донецьким аеропортом. Українські бійці перехопили розмову бойовиків, у якій «Кошмар» повідомив про смерть «Ґіві». Від вибуху також поранені іще 15 терористів. Згодом надходить уточнення, що загинув заступник терориста Ґіві.
15 березня під Пісками при виконанні бойового завдання загинув боєць полку «Дніпро-1» Оксентюк Олександр «Сват», 16 березня важко поранено ще одного бійця.
20 березня під Пісками загинув солдат 81-ї бригади Євген Рєпін-Логвиненко. 23 березня Піски знову потрапило під обстріл терористів. Сім військовиків зазнали поранень різного ступеня важкості. На той час Пісках були присутні представники спеціальної моніторингової місії ОБСЄ, їм також довелось надавати пораненим допомогу. Пострілами у відповідь одного бойовика було убито, ще одного поранено. 26 березня при проведенні розвідки загинув солдат батальйону «ОУН» Михайло Сусло.
31 березня від поранень під Пісками у німецькому госпіталі помер солдат 14-ї бригади Діанов Григорій Юрійович.
7 квітня у селищі Пісках загинув солдат 93-ї бригади Борис Мар'янович — підірвався на міні під час виконання бойового завдання. 12 квітня поблизу Пісків бій тривав понад 6 годин, українські військові підбили танк. Ще з ночі нас українські позиції почали накривати артилерією, потім почали обстріл танки відразу з різних сторін — дві роти бойовиків на бронетехніці.
13 квітня поблизу 18-го поста в Пісках відбувся бій між українськими військовими і бойовиками, один боєць загинув — старший солдат 93-ї бригади Микола Грінченко, тоді ж поліг Олександр Кармільчик, ще одного важкопораненого захоплено в полон — дозор зіткнувся з ударним терористичним загоном, посиленим бронетехнікою, що готувався завдати удару по українських основних позиціях. Так говорить офіційна версія подій. Проте учасники даного боєзіткнення говорять про інше: приблизно о 5:00 групи бійців ОУН, Правого сектора та 93 омбр за підтримки БМП-2, ЗУ-23-2 та АГС-17 з різних сторін атакували позиції терористів на Вольво-центрі в Донецьку. Ефект несподіванки та вміле користування гранатами та стрілецькою зброєю добровольцями та військовослужбовцями призвели до того, що було знищено й отримали поранення 22 бойовики, спалено 2 машини, підірвано СПГ-9 сепаратистів, загинув вояк батальйону ОУН Богачов Олег Олексійович.
14-15 квітня передові позиції українських військ були атаковані групою терористів за підтримки 4 одиниць бронетехніки, в часі бою противник втратив 2 одиниці автотранспорту і 1 МТ-ЛБ. У часі подальших боїв поранені троє українських військовослужбовців — з 3 роти 5 ОБАТу, позиція «Пушка»: «Йожик», «Жихар» і «Палач». 15 квітня внаслідок прямого влучання артилерійського снаряду у розташування медичної частини в селищі Піски загинув старший солдат роти «Карпатська Січ» Олександр Чирцов. Олександр в тому часі допомагав медикам, осколок від снаряда поцілив йому в серце, врятувати не вдалося. 16 квітня в боях під Пісками поранено українського військовика. 17 квітня від численних поранень, яких зазнав 13 квітня під Пісками в часі артилерійського обстрілу, помер старший солдат 93-ї бригади Сергій Белей.
В ніч на 21 квітня поблизу селища Піски внаслідок обстрілу опорного пункту 120-мм мінами з боку російських збройних формувань полягли старший солдат 93-ї бригади Максим Єфімчук та доброволець батальйону «ОУН» Олег Пугачов, ще один військовик зазнав поранення. 22 квітня поблизу Пісків військовики 93-ї бригади потрапили під артилерійський та мінометний обстріл терористів, були поранені четверо вояків, серед яких був Юрій Закопець. 23 квітня з 8:30 ранку терористи від напрямку району «Вольво-центр» знову обстрілюють українські позиції із мінометів, поранено двох бійців 93-ї бригади. 26 квітня загинув в часі мінометного обстрілу ротного опорного пункту поблизу селища Піски старший сержант 93-ї бригади Володимир Андрющенко, того ж дня помер від поранень старший сержант Володимир Жарков. 29 квітня внаслідок обстрілу терористами з мінометів Пісків було поранено жінку, на блокпосту від розриву снаряду під час обстрілу загинув старший сержант 93-ї бригади Сергій Козир.
4 травня помер від поранень, яких зазнав напередодні, боєць батальйону «ОУН» Дмитро Афанасьєв (Друг «Лимон»), родом з Краматорська. 11 травня загинув під час виконання бойового завдання біля селища Опитного солдат 11-го батальйону Олександр Стельчук, підірвався на вибуховому пристрої при проведенні розвідки старший солдат Дмитро Астапов.
Вночі з 18 на 19 травня під час артилерійського обстрілу бойовиками селища Піски двоє пенсіонерів зазнали тілесних ушкоджень.
21 травня Піски терористи обстріляли із мінометів, поранено бійця батальйону «Січ».
22 травня бійці батальйону «Дніпро-1» повідомляють, що знищили велику групу диверсантів біля села Піски — шість терористів і поранено близько двадцяти.
14 червня в бою у Пісках загинув боєць полку «Дніпро-1» Ігор Анатолійович Канаков-«Риба» (голова Ленінської районної організації ВО «Свобода»). 30 червня терористи здійснюють мінометний обстріл Пісків, загинув один військовослужбовець 1976 р.н., четверо поранені — рухалися в укриття з танкової позиції.
20 червня підрозділ полку «Дніпро-1» під командуванням добровольця з позивним Сігурд при підтримці і у взаємодії з 93 бригади, з метою покращення позицій на південному сході Пісків, просунувся вздовж недобудованої окружної траси на кілометр від основних позицій і закріпився на нових позиціях. В ході боїв добровольці знищили трьох терористів, підбили вогнем з великокаліберного кулемета БМП-2. Вміло скорегувавши вогонь мінометів допомогли ліквідувати спостережний пункт противника. Використовуючи СПГ-9 з закритих позицій зуміли подавити мінометну батарею та спалити казарми російських артилеристів.
30 червня стршина 93-ї бригади Микола Давидов вийшов з танка та прямував до укриття, коли розпочався мінометний обстріл з боку терористів. 30 червня у Пісках під час мінометного обстрілу були поранені ще 4 бійців, коли вони прямували з танкової позиції в укриття. Зазнав важких поранень, евакуйований до лікарні Селидового. Лікарі боролися за життя старшини, проте зусилля виявилися марними. 1 липня близько 3-ї ночі помер від поранень.
11 липня під час бойового чергування на позиції під Опитним внаслідок ворожого обстрілу з гранатомету зазнав травм, несумісних з життям, солдат роти «Карпатська Січ» Леонід Москотін. 22 липня 2015 року зазнав смертельного поранення снайпером терористів під час несення служби на передовій у селищі Піски майор полку «Дніпро-1» Юрій Дмитрієв. 24 липня поблизу селища Піски внаслідок підриву військового автомобіля на фугасній міні загинули сержант Віталій Сапєгін, солдати Юрій Доронін та Василь Цуркан. 31 липня загинув 26-річний доброволець Григорій Матяш під час обстрілу терористами Пісків. 6 серпня близько 18-ї години внаслідок прямого влучання міни з 82-мм міномета під час бойового чергування на позиції поблизу Опитного (висота «Джокер») загинули вояки «Карпатської Січі» Даніїл Касьяненко та Олег Костюк. 7 серпня на позиції «Шахта» під час мінометного обстрілу загинув солдат 93-ї бригади Гіоргі Барателі. 12 серпня під час обстрілу терористами з РСЗВ «Град» позицій українських військових поблизу селища Опитне загинув солдат 93-ї бригади Валерій Вітківський. 14 серпня зазнав смертельного поранення внаслідок обстрілу терористами з РСЗВ «Град» поблизу села Опитне солдат 93-ї бригади Петро Драчук. 19 серпня загинув під час виконання бойового завдання поблизу селища Опитне Ясинуватського району солдат 93-ї бригади Роман Якобчук.
8 жовтня в Пісках відбувся бій — терористи підвели БМП та впритул обстріляли українські позиції, після того був обстріл зі стрілецької зброї. 17 жовтня терористи біля Пісків обстріляли українські позиції, поранено одного військовослужбовця. 26 жовтня терористи обстрілюють українські позиції, загинув один військовий — старший солдат 81-ї бригади Ігор Хряпа. 30 жовтня терористи обстріляли Піски, поранено двоє бійців з 3-го батальйону 93-ї бригади. Один боєць помер при евакуації — солдат Юрій Ямщиков.
1 грудня загинув поблизу селища Піски Ясинуватського району, підірвавшись на «розтяжці» — закрив собою гранату, врятувавши життя трьох побратимів, солдат 93-ї бригади Сергій Мотиль. 9 грудня в другій частині дня поблизу селища Опитне Ясинуватського району під час переміщення між опорними пунктами на вибуховому пристрої підірвалась БМП-2, загинули двоє військовиків 93-ї бригади — Іраклій Кутелія та Олексій Болдирєв, 7 військових дістали поранень. 11 грудня загинув близько 14-ї години поблизу селища Піски Ясинуватського району внаслідок обстрілу терористами з протитанкового гранатомета солдат батальйону «Карпатська Січ» Олег Габорак, ще один боєць «Карпатської Січі» зазнав поранення.

### 2016
17 лютого біля Пісків загинув український боєць — лейтенант 20-го батальйону Олексій Лисенко, ще два зазнали поранень через підрив на міні, 18 лютого помер лейтенант Дмитро Решетняк.
2 березня в боях під Пісками поранений український вояк. 22 березня у боях за Піски загинули військовики 128-ї бригади Олег Горкавчук та Сергій Мельник.
В ніч на 8 квітня поблизу селища Опитне під час обстрілу зі 120-мм мінометів, відбиваючи спробу прориву ДРГ терористів, загинув солдат 128-ї бригади Костянтин Животченко. 30 травня загинув внаслідок мінометного обстрілу терористами опівночі поблизу селища Невельське Ясинуватського району вояк 128-ї бригади Анатолій Цимбалюк — увечері добровільно вирішив змінити товаришів на посту, аби вони відпочили; в тому часі розпочався мінометний обстріл терористів, Анатолій зазнав осколкового поранення, помер дорогою до шпиталю.
3 червня внаслідок обстрілів терористів загинув житель села Первомайське, яке біля Пісків. 8 червня загинув під час обстрілу терористами позицій ротного опорного пункту поблизу Опитного прапорщик 128-ї бригади Ярослав Цап. Тоді ж зазнав важких поранень та пізніше помер солдат Іван Бабич.
5 липня внаслідок масованого обстрілу терористами у Пісках загинуло двоє українських військових, шестеро поранені. 24 липня загинув під час виконання бойового завдання, підірвавшись на міні поблизу села Невельське, солдат 128-ї бригади Руслан Гевко.
Вночі з 23 на 24 серпня під час мінометного обстрілу терористами ВОП поблизу села Невельське загинув старший лейтенант 15 батальйону Дьяченко Олег Миколайович — міна потрапила у бліндаж, де знаходилися троє вояків. Олег під час розриву міни закрив своїм тілом побратимів.
20 листопада під час мінометного обстрілу терористами загинув доброволець Костянтин Шрамко.

### 2017
17 березня 2017 року загинули два українських воїна внаслідок розриву міни.[джерело?]
10 серпня 2017 року один український воїн загинув внаслідок підриву на вибуховому пристрої неподалік Пісків. 15 вересня терористи обстрілюють українські позиції, поранено 2 вояків. 7 жовтня під вечір терористи з гранатометів обстрілюють українські позиції, поранений один військовослужбовець. 27 жовтня під гранатометним вогнем терористів зазнав поранення 1 вояк.

### 2022
У час початку повномасштабного російського вторгнення в Україну почалися бої на околицях Пісків, які згодом набули характеру міських боїв. Через безупинний вогонь артилерії російських окупаційних військ значна частина житлового фонду, цивільної та військової інфраструктури була зруйнована. 
Зважаючи на значну готовність міста до ведення оборонних дій, власну високу підготовку та зовнішню підтримку захисникам міста вдається вести ефективні оборонні бої та стримувати ворога тривалий час. 
У місті ведуться надважкі бої, проте зберігалася часткова можливість відвідування його журналістами та представниками преси. У боях за населений пункт бере участь значна кількість добровольців різних формувань, а також військовослужбовців ЗСУ.
28 червня–25 серпня ворог здійснював численні спроби наступу, використовував диверсійно-розвідувальні групи, завдавав авіаційних та артилерійських ударів по захисниках Пісків та цивільній інфраструктурі міста. Російські війська мали частковий успіх у наступі та просувалися у міських боях - за повідомленнями Генерального штабу України у його щоденних звітах. 11 серпня росіяни невдало штурмували позиції ЗСУ біля Мар'їнки та Пісків, після втрат ворог відступив. 
Станом на 25 серпня ворог контролює більшу частину території населеного пункту та не припиняє спроб узяти місто під свій повний контроль – українські військові тримають важку оборону та завдають вогневе ураження наявними засобами.
Ворог повністю контролює територію селища з 23 жовтня.